# Мислинтат, Свен
Свен Мислинтат (нем. Sven Mislintat; род. 5 ноября 1972, Камен, Германия) — немецкий футболист. Известен по работе в дортмундской «Боруссии» и открытием таких футбольных звезд, как Пьер-Эмерик Обамеянг, Синдзи Кагава, Матс Хуммельс и другие.

## Клубная карьера
Свен родился в 1972 году в немецком городе Камен, находящимся на северо-западе Германии. Мислинтат играл в футбол за небольшие клубы «Камен» и «Хольцвикеде», прежде чем стать ассистентом главного тренера Жозе Мораеса в клубе Оберлиги «Вестфалия» (Херне) в 2002 году, но провел там всего четыре месяца.
После изучения спортивной науки в Рурском университете Бохума, Мислинтат был первоначально нанят «Боруссией» из Дортмунда в качестве скаута в 2006 году, но Свен быстро продвинулся по службе в клубе из Вестфалии благодаря своей цепкости в поисках талантов и способных игроков.